# Gudebsk
Gudebsk – kolonia wsi Jurasze w Polsce, położona w województwie podlaskim, w powiecie sokólskim, w gminie Sidra.
W latach 1975–1998 kolonia należała administracyjnie do województwa białostockiego.